# Četiri godišnja doba (Vivaldi)
Četiri godišnja doba (ital. Le quattro stagioni) je popularni naziv za ciklus od četiri koncerta za violinu i orkestar, delo italijanskog baroknog kompozitora i violiniste Antonija Vivaldija. Delo je napisano 1723. godine kao deo zbirke od 12 koncerata pod nazivom „Takmičenje između harmonije i invencije”, a objavljen je 1725. Ovo delo je naročito bilo popularno u Francuskoj, a sam kralj Luj XV je zahtevao da se jedan od ovih koncerata „Proleće” (La Primavera) izvodi specijalno za njega.
Četiri godišnja doba predstavljaju najhrabriji muzički program iz baroknog perioda. Sam kompozitor je napisao sonete koji idu uz svaki pojedinačni stav u ovim koncertima. Ono što je zadivljujuće u ovom djelu je kako je Vivaldi precizno muzički opisao svaki sonet bez gubljenja ukupnog kvaliteta i ravnoteže samog muzičkog dela. U ova četiri koncerta Vivaldi opisuje zvukom svoje violine lepote svakog godišnjeg doba i stvara ugođaj svakog od njih. Na primer: „fortisimo u Letu dočarava oluju s grmljavinom, a visoki tonovi violina i stakato u Zimi oštrinu leda.” Koncerti slede ustaljeni oblik od tri stava: (brzi - polagani - brzi).
Četiri godišnja doba su otkrivena tek u jesen 1926. godine, kada je u Nacionalnoj biblioteci u Torinu pronađeno više od polovine Vivaldijevih danas poznatih dela.

## Popis koncerata i stavova
Sledeća izvođenja, snimljena 6. februara 2000, su delo kamernog orkestra Državnog univerziteta Vičita, ansambla iz Simfonijskog orkestra Vičite:
| Koncert br. 1 u E duru, Op. 8, RV 269, „ ” (Proleće) Spring, movement 1: Allegro From Vivaldi's Four Seasons. John Harrison, Violin Spring, movement 2: Largo From Vivaldi's Four Seasons. John Harrison, Violin Spring, movement 3: Allegro From Vivaldi's Four Seasons. John Harrison, Violin Проблеми при репродукцији датотеке? Погледајте помоћ . | Koncert br. 2 u G molu, Op. 8, RV 315, „ ” (Leto) Summer, movement 1: Allegro non molto From Vivaldi's Four Seasons. John Harrison, Violin Summer, movement 2: Adagio From Vivaldi's Four Seasons. John Harrison, Violin Summer, movement 3: Presto From Vivaldi's Four Seasons. John Harrison, Violin Проблеми при репродукцији датотеке? Погледајте помоћ . |

| Koncert br. 3 u F duru, Op. 8, RV 293, „ ” (Jesen) Autumn, movement 1: Allegro From Vivaldi's Four Seasons. John Harrison, Violin Autumn, movement 2: Adagio molto From Vivaldi's Four Seasons. John Harrison, Violin Autumn, movement 3: Allegro From Vivaldi's Four Seasons. John Harrison, Violin Проблеми при репродукцији датотеке? Погледајте помоћ . | Koncert br. 4 u F molu, Op. 8, RV 297, „ ” (Zima) Winter, movement 1: Allegro non molto From Vivaldi's Four Seasons. John Harrison, Violin Winter, movement 2: Largo From Vivaldi's Four Seasons. John Harrison, Violin Winter, movement 3: Allegro From Vivaldi's Four Seasons. John Harrison, Violin Проблеми при репродукцији датотеке? Погледајте помоћ . |

## Istorija snimanja
Datum i osoblje na prvom snimku Četiri godišnja doba su sporni. Postoji kompaktni disk snimak koji je napravio violinista Alfredo Kampoli preuzet sa acetatnih diskova Francuskog radio programa. Za taj snimak se tvrdi da potiče iz početka 1939. godine. Prvi potpuni električni snimak je napravio 1942. godine Bernardino Molinari; mada je njegovo izvođenje donekle drugačija interpretacija od modernih izvođenja, ona se jasno može prepoznati kao Četiri godišnja doba. Molinarijev snimak je napravljen za Cetru, i bio je izdat u Italiji i kasnije u Sjedinjenim Državama na štest dvostranih ploča tipa 78, tokom 1940-ih. Taj snimak je zatim bio ponovo izdat kao LP album 1950. godine, i kasnije kao kompaktni disk.
Prvi američki snimak je napravio u zadnjoj nedelji 1947. godine violinista Louis Kaufman. Snimak je napravljen u Karnegijevom holu pre zakazane zabrane snimanja koja je stupila na snagu 1. januara 1948. godine. Izvođači su bili pripadnici Kamernog orkestra koncertnog hola pod rukovodstvom Henrija Svobode, Edit Vajs-Man (čembalo) i Edouarda Nies-Bergera (organ). Taj snimak je pomogao u repopularizaciji Vivaldijeve muzike u glavnom repertoaru Evrope i Amerike, nakon rada Molinarija i drugih u Italiji. On je osvojio francusku nagradu Grand pri disk 1950. godine, i izabran je u Gremijevu dvoranu slavnih 2002. godine, a sledeće godine je uveden u Nacionalni registar snimaka u Kongresnoj biblioteci. Kaufman, zaintrigiran saznanjem da su četiri koncerta u zapravo deo seta od dvanaest, angažovao se na pronalaženju pune partiture i na kraju je snimio preostalih osam koncerata u Cirihu 1950. godine, čime je napravio prvi kompletan snimak Vivaldijevog op. 8.
Ansambl I Musici je snimio Četiri godišnje sezone nekoliko puta. Debitni snimak je urađen 1955. godine sa Feliksom Ajom; na snimaku iz 1959. godine je ponovo učestvovao Ajo; dok su u naknadnim snimcima učestvovali Roberto Mičeluči (1969), Pina Karmireli (1982), Federiko Agostini (1990), i Marijana Sirbu (1995). Godine 1969. je napravljen Argo snimak Akademije Svetog Martina u poljima koji je dirigovao Nevil Mariner i na kome učestvuje solista Alan Lavdej. Taj snimak je prodat u preko pola miliona kopija i postao je prvi zlatni snimak ovog asambla.
I Solisti di Zagreb, pod dirigentskom palicom Antonija Janigra sa Janom Tomasovom kao solistom na violini i Antonom Hajlerom na čembalu, sledili su 1957. na etiketi Vanguard. Snimak je zatim ponovo izdat pod firmom Filips i drugim etiketama. Vilfrid Melers, engleski muzički kritičar, muzikolog i kompozitor, napisao je o ovom nastupu da „solisti lepo formulišu svoj lirizam“. Džon Tornton je o ovom snimku napisao: „Ovde je ansambl bez premca, na čijem vrhu je Tomazovo sigurno sviranje. Janigro otkriva svoj talenat za dirigovanje, koji se nadmeće sa njegovim značajnim talentom za sviranje violončela.“
Ivan Supek je o ovom snimku napisao:
Pokušaću da vam dočaram koliko ova predstava znači meni, a možda i vama. Moj prvi susret sa pločama dogodio se pre skoro trideset godina, kada mi je „naš” Antonio otkrio pravi značaj dela jednog drugog velikog Antonija, njegovog slavnog imenjaka, čiji Le Quattro Staggioni nisam mogao više da slušam zbog „granda", zapravo suviše veličanstvene, predstave uobičajene u to vreme, a kamoli da uživam u njima. Kakva je samo to bila promena – prozor u novi svet; muzika je brza, precizna i realistična, intonacija ispravna, kontinuo primeren, a violina prekrasnog zvuka u prikladnoj korelaciji sa Zagrebačkim solistima. Samouvereni i fini ton solo violine Jana Tomasova savršeno se uklapa u Soliste; ceo nastup je prožet duhom Janigrovog perfekcionizma, ostavljajući muziku i njenu dušu potpuno razotkrivenim. To je dugo vremena bio jedini nastup koji sam mogao da slušam. Samo tokom [poslednje] decenije neki novi klinci, svirajući na autentičnim instrumentima, pružili su mi slično zadovoljstvo i uvid u muziku Antonija Vivaldija i, na moje veliko zadovoljstvo, Janigrovo izvođenje više nije jedini izbor za mene.

To, po mom mišljenju, pokazuje i koliko je Janigrovo izvođenje u saradnji sa Zagrebačkim solistima bilo daleko ispred svog vremena, što potvrđuje i Igor Stravinski, koji je rekao da je to najlepše izvođenje Le Quattro Staggioni koje je ikada čuo, što je saopštenje za koje sam tek nedavno saznao. Nije ni čudo, jer mu se takva „ogoljenost“ i preciznost Janigrove interpretacije morala dopasti. Mnogo kasnije sam otkrio i izvrsnost snimka. Zagrebački solisti su tada snimali za Vanguard, uglavnom u Beču na raznim lokacijama, a upravo je ovaj snimak nastao 1957. u Rotenturmštrasalu. Snimak je produkovao Seimour Solomon, glavni producent čitave edicije, koji je lično dolazio iz SAD da nadgleda svaki snimak Zagrebačkih solista, dok je za organizaciju bila zadužena podružnica Vanguarda u Beču „Amadeo”. (Zahvalnost jednom od osnivača Zagrebačkih solista, gospodinu Stjepanu Aranjošu, što mi je dao neke važne uvide). Janigro je bio perfekcionista, često prilično nemilosrdan, ne samo što se tiče muzike, već i zvuka, te je direktno i intenzivno učestvovao u procesu snimanja, što je u to vreme bilo prilično neuobičajeno. Sva ta velika pažnja, svih učesnika u projektu, obilato se ogleda u samom snimku, što rezultira prozračnom predstavom odgovarajuće prostranosti i proširenosti, uz samo povremeno „zagušenje“ visokih tonova u forte deonicama.
Pol Šumejker je napisao o ovom snimku:
Ništa što sam čuo ne menja moje viđenje da su najbolja godišnja doba ikada izveli Jan Tomasov i I Solisti di Zagreb i da ih je Vanguard lepo snimio na samom početku stereo ere. Ako imate skoro svaku drugu verziju godišnjih doba, poželećete i ovu. Ako novac i prostor nisu prepreka, možda bi vredelo imati to.
Snimak Najdžela Kenedija iz 1989. godine Četiri godišnja doba sa Engleskim kamernim orkestrom prodat je u preko dva miliona primeraka, postavši jedno od najprodavanijih klasičnih dela ikada. Gil Šaham i Kamerni orkestar Orfieus snimili su Četiri godišnja doba kao i muzički spot za prvi stav "Zime" koji je redovno prikazivan na Vremenskom kanalu sredinom 1990-ih.
Klasični muzičari su nastojali da istaknu svoje snimke Četiri godišnja doba, sa istorijskim informacijama i ukrasima, do te mere da variraju instrumente i tempo, ili sviraju note drugačije od očekivanja slušaoca (bilo da je to kompozitor odredio ili ne).fferently from the listener's expectation (whether specified by the composer or not). Rečeno je da Vivaldijevo delo predstavlja takve mogućnosti za improvizaciju.

## Literatura
- Formichetti, Gianfranco (2006). Venezia e il prete col violino. Vita di Antonio Vivaldi [Venice and the Priest with the Violin. Life of Antonio Vivaldi] (на језику: Italian). Milan: Bompiani. ISBN 88-452-5640-5.
- Heller, Karl (1997) [1991]. Antonio Vivaldi: The Red Priest of Venice. Превод: Marinelli, David. Pompton Plains: Amadeus Press. ISBN 1-57467-015-8.
- Kolneder, Walter (1982). Antonio Vivaldi: Documents of His Life and Works. Amsterdam: Heinrichshofen's Verlag. ISBN 3-7959-0338-6.
- Landon, H. C. Robbins (1996) [1993]. Vivaldi: Voice of the Baroque. Chicago: University of Chicago Press. ISBN 0-226-46842-9.
- Pincherle, Marc (1957). Vivaldi: Genius of the Baroque. New York: W. W. Norton & Company.
- Talbot, Michael (1978). Vivaldi. London: J. M. Dent.
- Talbot, Michael (2011). The Vivaldi Compendium. Woodbridge: Boydell Press.
- Talbot, Michael (2020) [2001]. „Vivaldi, Antonio”.  Ур.: Lockey, Nicholas. Grove Music Online. Revised by Nicholas Lockey. Oxford: Oxford University Press. ISBN 978-1-56159-263-0. doi:10.1093/gmo/9781561592630.article.40120.
- Talbot, Michael; Porter, William V.; Knapp, Raymond L. (24. 7. 2022). „Antonio Vivaldi | Biography, Compositions & Facts”. Encyclopædia Britannica. Chicago: Encyclopædia Britannica, Inc. Приступљено 1. 10. 2022.
- White, Micky (2013). Antonio Vivaldi A Life in Documents. Florence: Leo S. Olschki Editore.
- „Bach, Johann Sebastian”. In L. Root, Deane. Grove Music Online. Oxford Music Online. Oxford University Press.
- Romijn, André. Hidden Harmonies: The Secret Life of Antonio Vivaldi, 2007  978-0-9554100-1-7
- Selfridge-Field, Eleanor (1994). Venetian Instrumental Music, from Gabrieli to Vivaldi. New York, Dover Publications.  0-486-28151-5.

## Spoljašnje veze
- The Four Seasons: Песме на сајту IMSLP (језик: енглески)
- Scores, Mutopia Project